# Liste de ponts du Doubs
Cette liste recense les ponts du département français du Doubs, qu’ils soient d'une longueur supérieure à 100 mètres ou franchissant les cours d’eau importants du département, ou encore présentant un intérêt architectural.

## Ponts de longueur supérieure à 100 m
Les ouvrages de longueur totale supérieure à 100 m du département du Doubs sont classés ci-après par gestionnaires de voies.

### Autoroute
- Viaduc sur le Doubs (208m) sur l'A36 à Pays-de-Clerval
- Viaduc sur le Doubs (130m) sur l'A36 entre Voujeaucourt et Arbouans

### Routes nationales
- Viaduc de la Loue (326m) sur la RN83 à Chouzelot

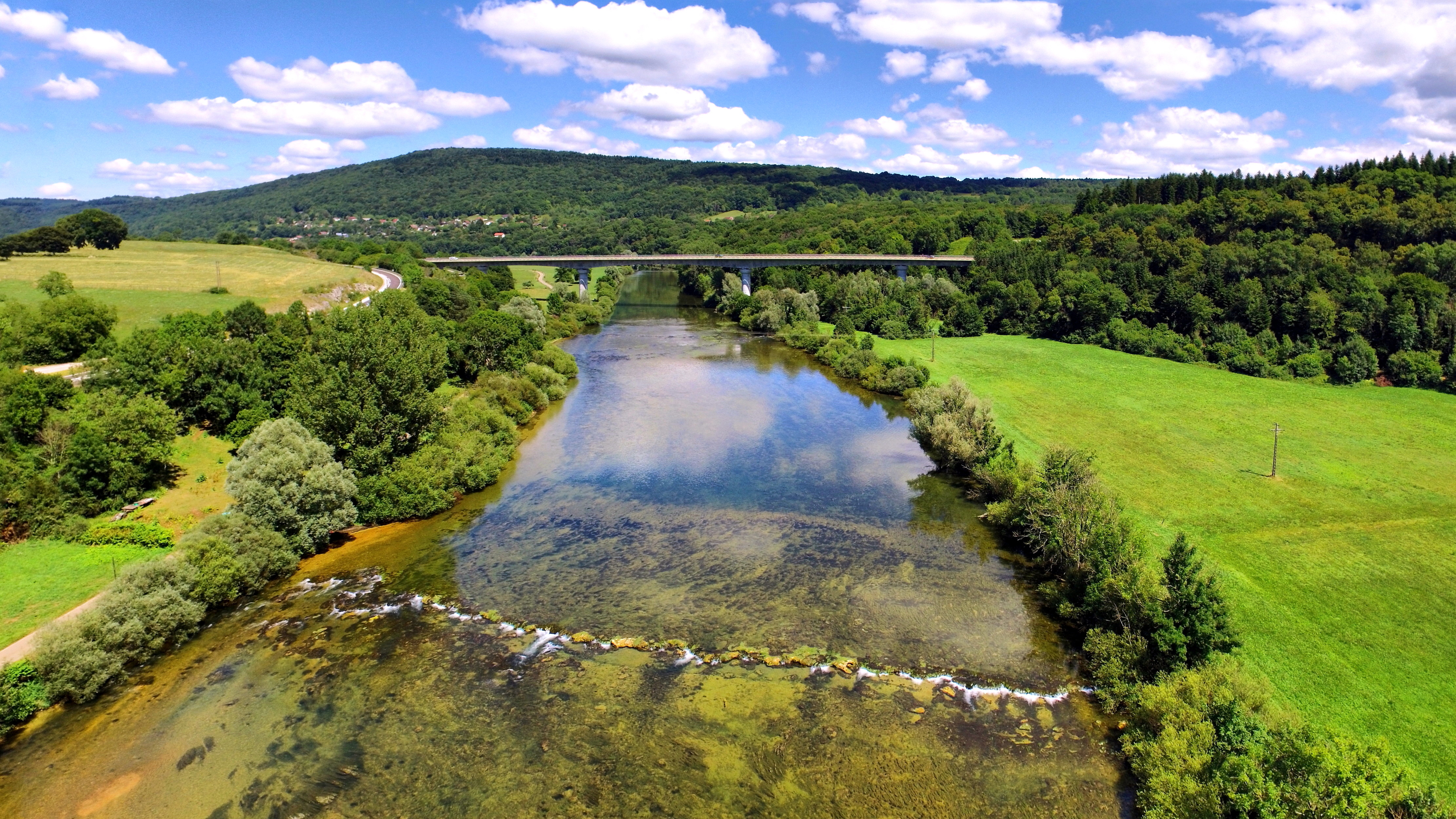
Le viaduc de la Loue.

## Ponts de longueur comprise entre 50 m et 100 m
Les ouvrages de longueur totale comprise entre 50 et 100 m du département du Doubs sont classés ci-après par gestionnaires de voies.

## Ponts présentant un intérêt architectural ou historique
Les ponts sur le Doubs et ses affluents, inscrits à l’inventaire national des monuments historiques, sont recensés ci-après :
- Passerelle de Chardonnet - Besançon - XXe siècle
- Pont sur le Touillon - Boujailles - XVIIIe siècle ; XIXe siècle
- Pont XVIIIe siècle sur le Lison[1] - Cussey-sur-Lison - XVIIIe siècle
- Pont sur la Loue dit le Vieux Pont[2] - Lods - XIVe siècle ;
- Passerelle - Montbéliard - XIXe siècle
- Pont de la Boucherie - Montbéliard - XVIe siècle
- Pont de la Porte de la Neuve Ville - Montbéliard - XVIIe siècle
- Pont de la Prison - Montbéliard - XVIIe siècle ; XIXe siècle ; XXe siècle
- Pont de la Rouchotte - Montbéliard - XVe siècle ; XVIe siècle ; XVIIe siècle ; XIXe siècle ; XXe siècle
- Pont Armand Bermont - Montbéliard - XVe siècle ; XVIIIe siècle ; XIXe siècle ; XXe siècle
- Pont du Moulin - Montbéliard - XVIIe siècle ; XIXe siècle
- Pont des Etaux - Montbéliard - XIVe siècle ; XVe siècle
- Pont Sous le Châtel - Montbéliard - XVIIIe siècle
- Pont sur la Loue[3] - Mouthier-Haute-Pierre - XVIe siècle
- Pont sur la Loue dit le Grand Pont[4] - Ornans - XVIIe siècle
- Pont sur la Loue dit Pont de Nahin[5] - Ornans - XVIIe siècle
- Pont[6] - Vaux-et-Chantegrue - XVIIIe siècle
- Pont sur la Loue[7] - Vuillafans - XVIe siècle
- Pont[8] - Vuillecin - XIXe siècle

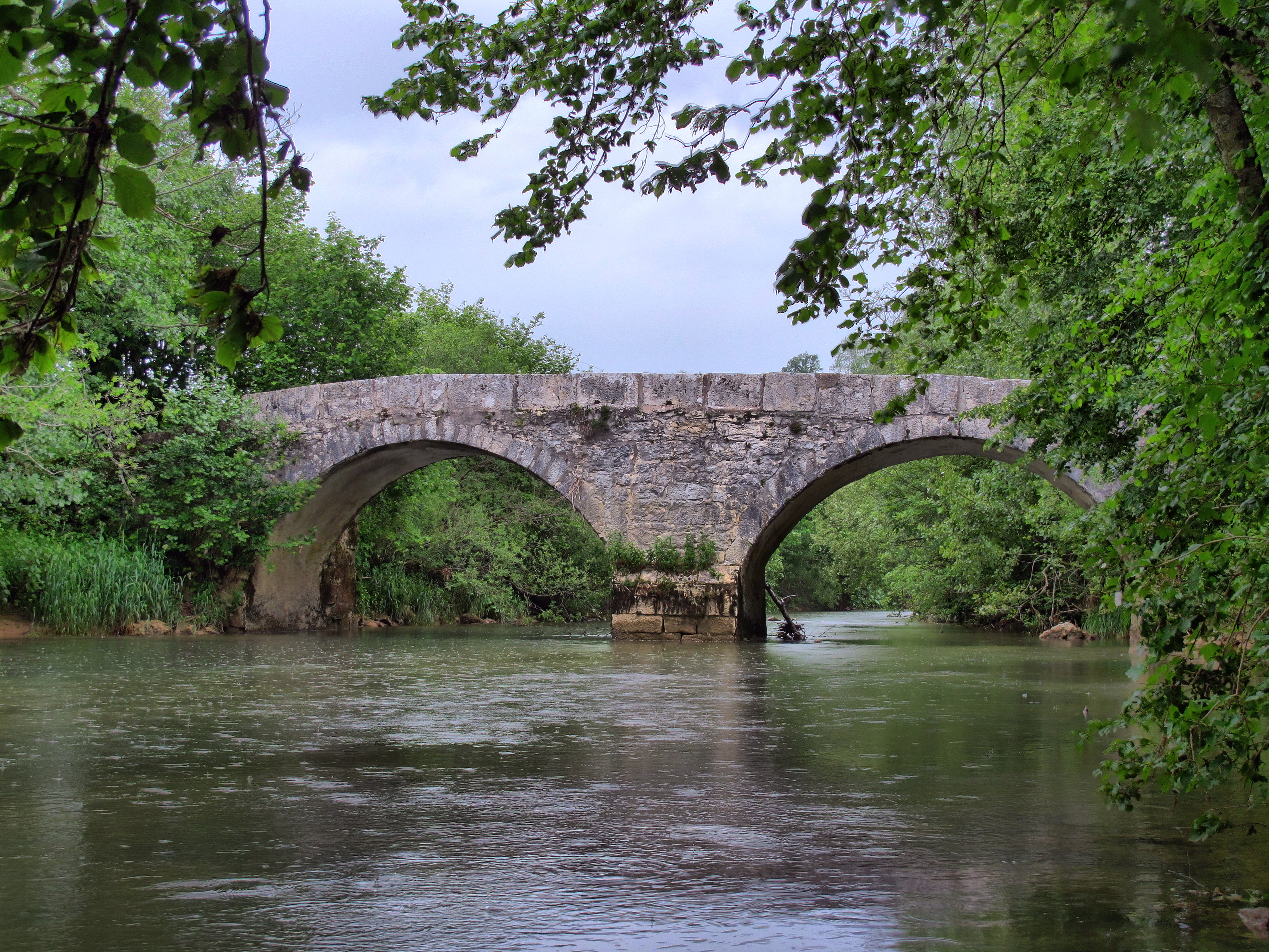
Pont sur le Lison à Cussey-sur-Lison
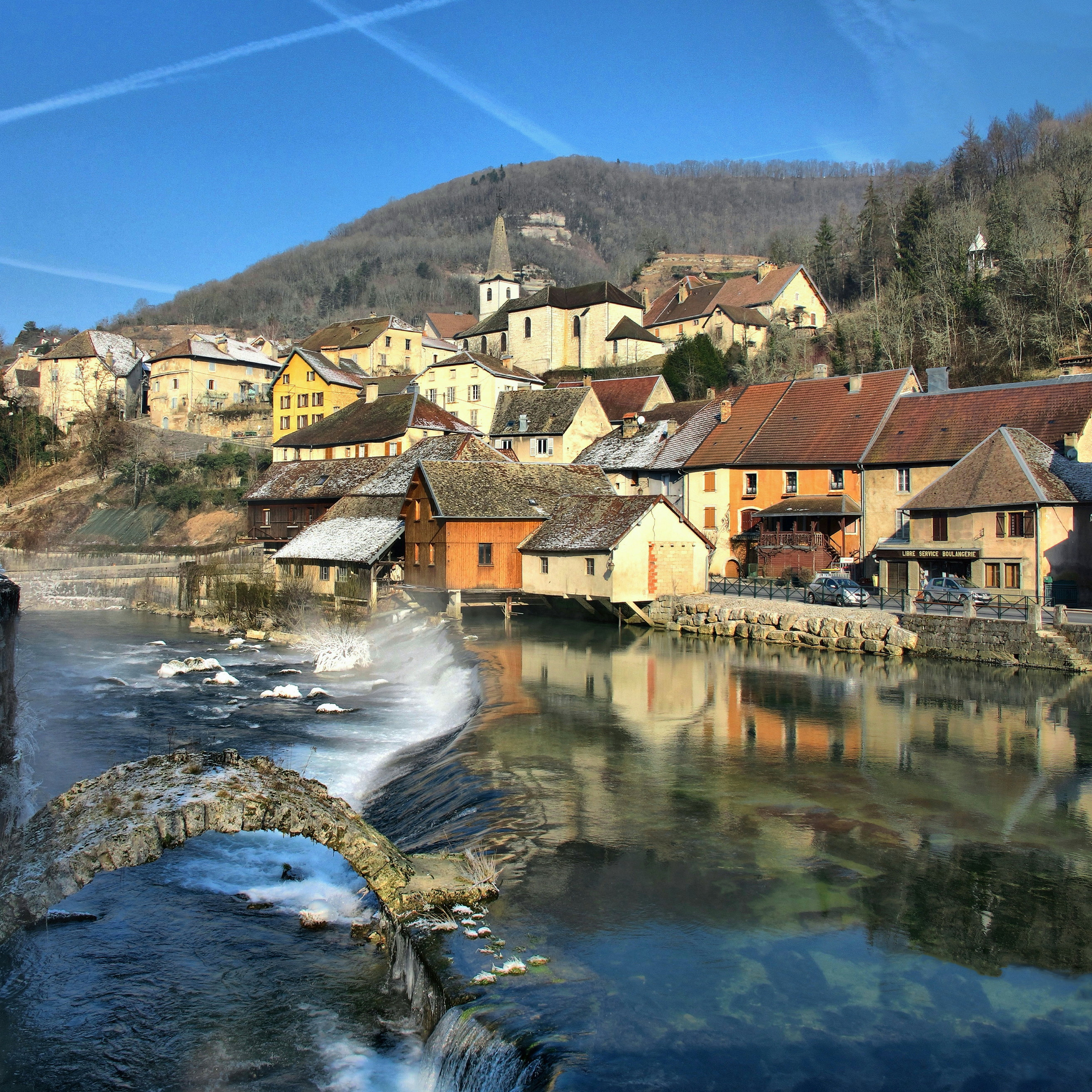
Arche du vieux pont à Lods
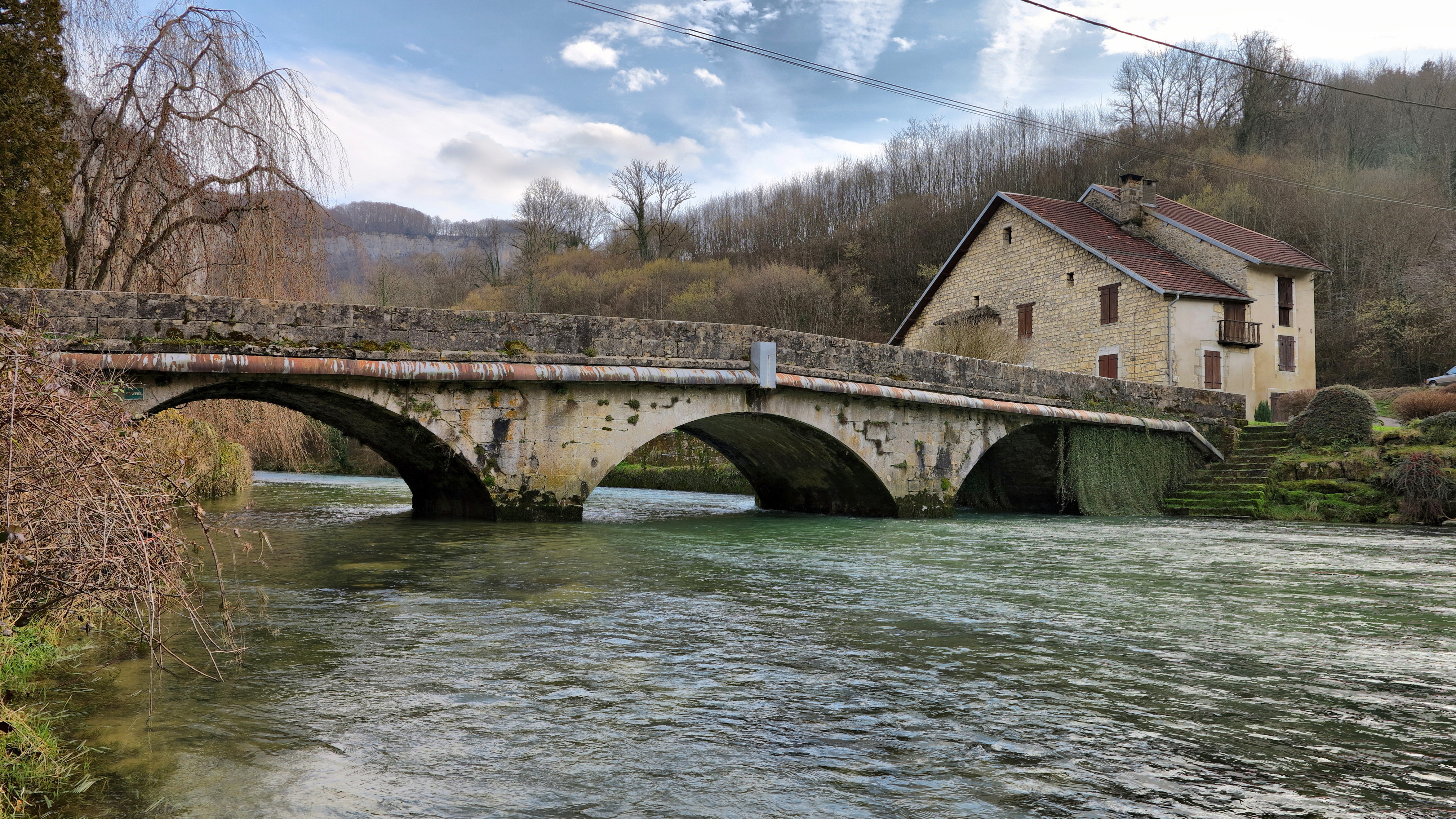
Pont sur la Loue à Mouthier-Haute-Pierre
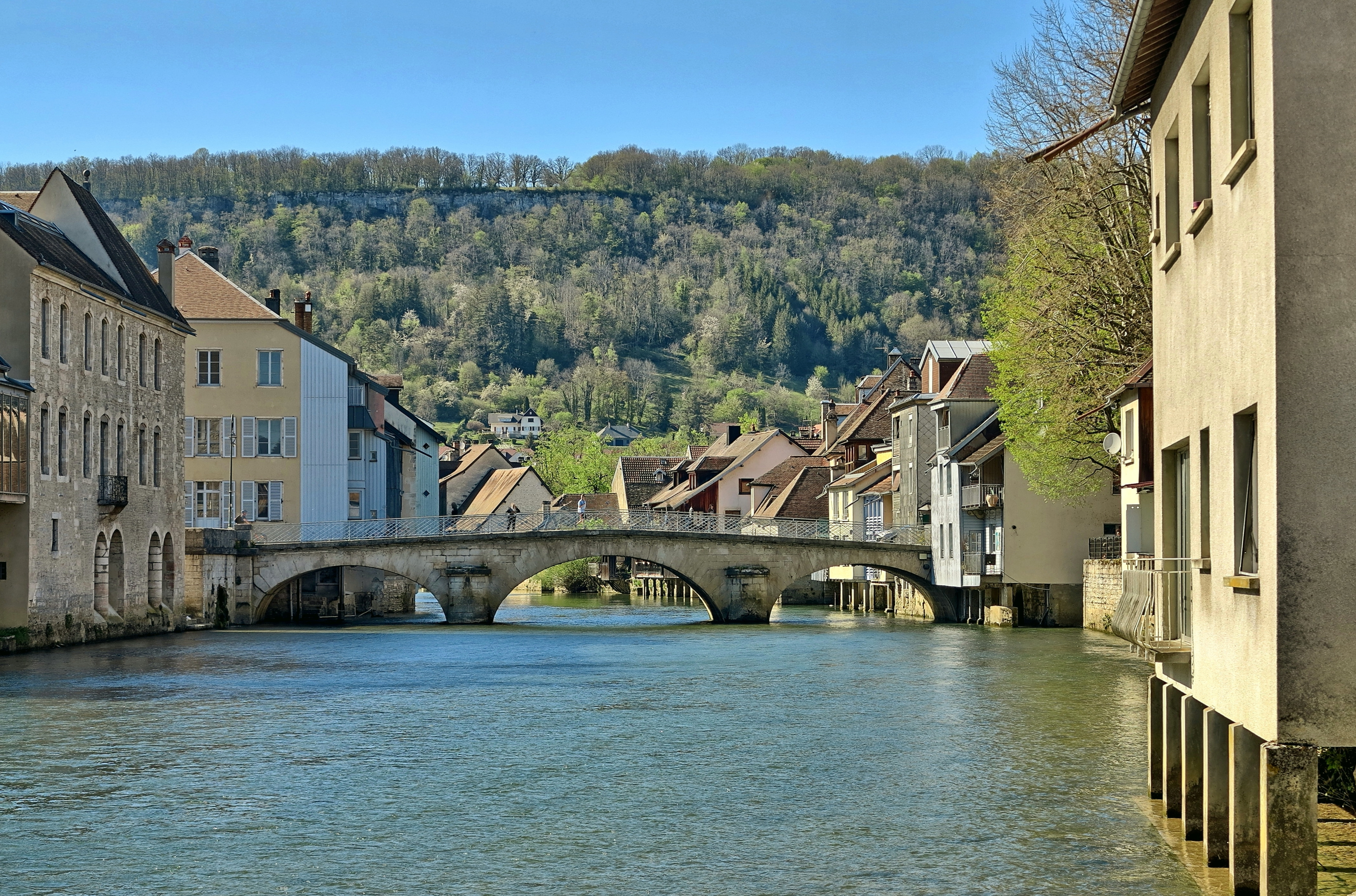
Grand pont à Ornans
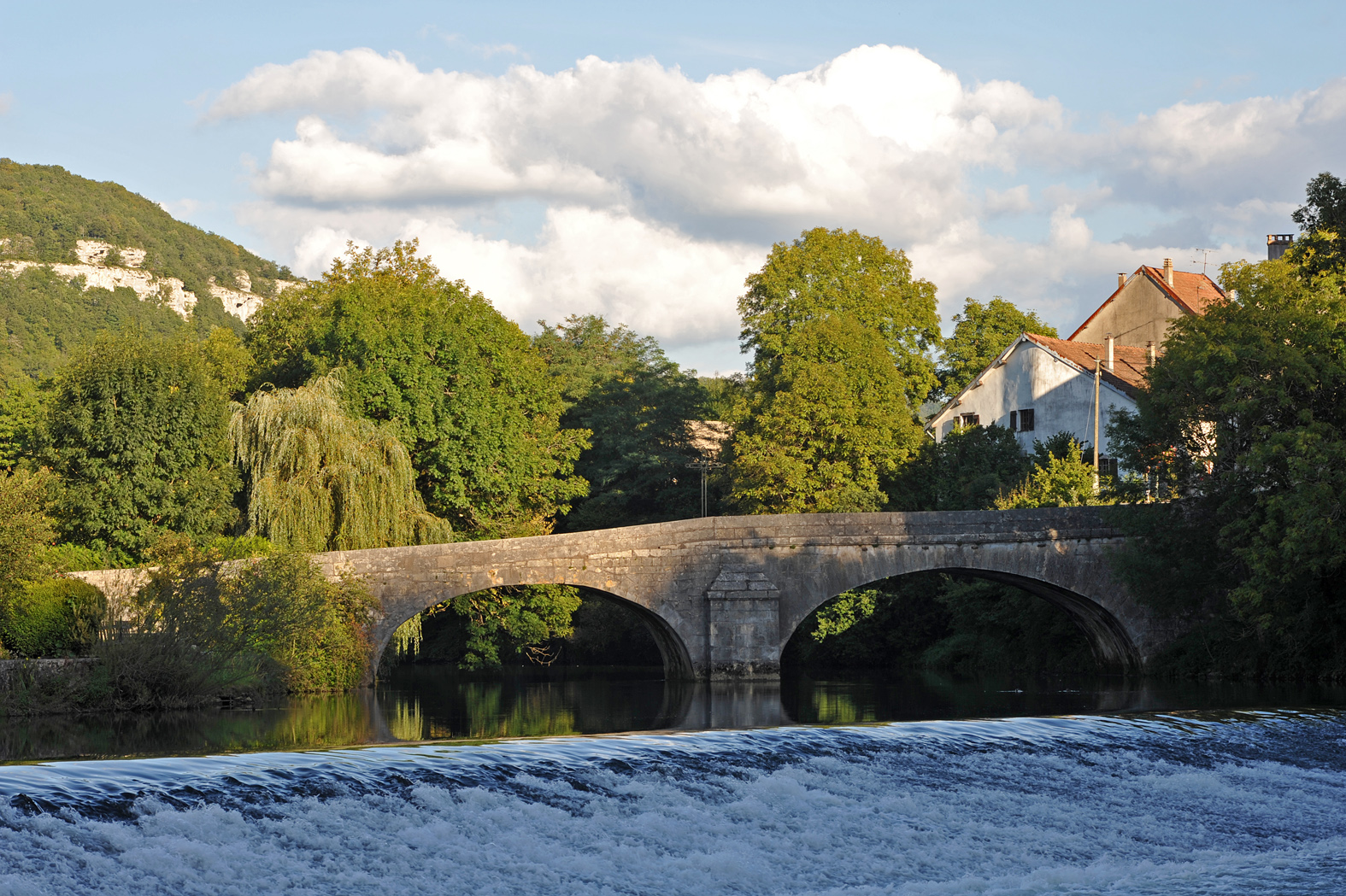
Pont de Nahin à Ornans
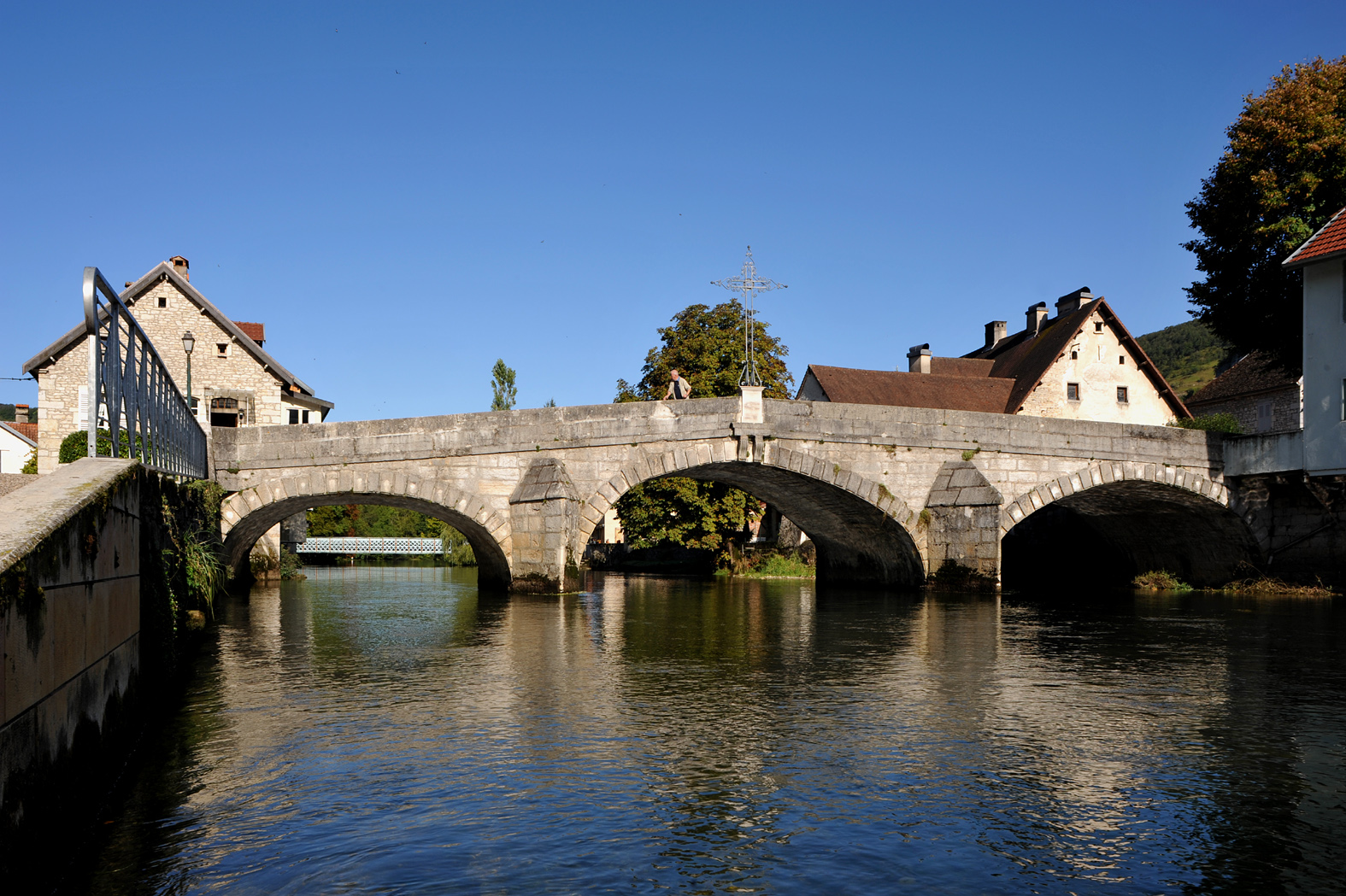
Pont sur la Loue à Vuillafans

## Sources et références
Base de données Mérimée du Ministère de la Culture et de la Communication.
1. ↑  « Pont sur le Lison », notice no PA25000034, sur la plateforme ouverte du patrimoine, base Mérimée, ministère français de la Culture
2. ↑  « Pont sur la Loue dit le Vieux Pont », notice no IA00014559, sur la plateforme ouverte du patrimoine, base Mérimée, ministère français de la Culture
3. ↑  « Pont sur la Loue », notice no IA00014632, sur la plateforme ouverte du patrimoine, base Mérimée, ministère français de la Culture
4. ↑  « Pont sur la Loue dit le Grand Pont », notice no IA00014685, sur la plateforme ouverte du patrimoine, base Mérimée, ministère français de la Culture
5. ↑  « Pont sur la Loue dit Pont de Nahin », notice no IA00014686, sur la plateforme ouverte du patrimoine, base Mérimée, ministère français de la Culture
6. ↑  « Pont », notice no IA00014228, sur la plateforme ouverte du patrimoine, base Mérimée, ministère français de la Culture
7. ↑  « Pont sur la Loue », notice no IA00014797, sur la plateforme ouverte du patrimoine, base Mérimée, ministère français de la Culture
8. ↑  « Pont », notice no IA00014435, sur la plateforme ouverte du patrimoine, base Mérimée, ministère français de la Culture